# Рерих, Юрий Николаевич
Ю́рий Никола́евич Ре́рих (3 [16] августа 1902, Окуловка, Новгородская губерния — 21 мая 1960, Москва) — русский востоковед, лингвист, искусствовед, этнограф, путешественник, специалист по языку и культуре Тибета, автор работ по диалектологии тибетского языка, составитель многотомного тибетского словаря, а также монголовед. Доктор филологических наук, профессор, директор Института Гималайских исследований «Урусвати», заведующий сектором философии и истории религии Института востоковедения АН СССР. Старший сын Николая Константиновича Рериха и Елены Ивановны Рерих.

## Биография
Юрий Николаевич Рерих родился 16 августа 1902 года в селе Окуловка Новгородской губернии.
С 1914 по 1917 год учился в Петербурге, в частной гимназии К. И. Мая.
С 1917 по 1919 год проживал вместе с родителями в Финляндии.
В 1919—1920 годах занимался в Школе восточных языков при Лондонском университете (индоиранское отделение), окончил второй курс Школы. Перевёлся в Гарвардский университет (США), который окончил в 1922 году со степенью бакалавра по отделению индийской филологии.
Вместе с В. Перцовым и В. Диксоном Ю. Рерих входил в Кембриджский кружок по изучению Живой Этики (Агни-Йоги). Этот кружок был эзотерическим по своей направленности и занимался оккультными практиками. Молодые люди изучали соответствующую литературу, вечерами собирались вместе, обсуждали прочитанное; делали записи, используя метод «столоверчения», то есть полагали, что вызывают духов Учителей и адептов прошлого и других «потусторонних духов». Считалось, что их Учителем был Аллал Минг Шри Ишвара (Махатма Мория), который надиктовывал составленные белым стихом духовные послания, являвшиеся «символическим изображением пути восхождения». Позже записи кружка использовались при подготовке издания Агни-Йоги, в частности, её томов «Зов» и «Озарение».

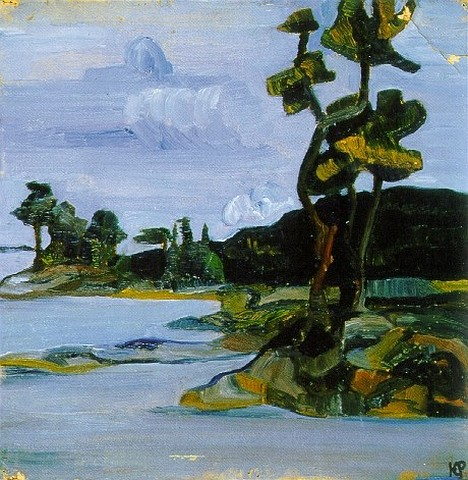
«Сосны на берегу». 1917
Ю. Н. Рерих

В 1922—1923 годах работал в Парижском университете на Средне-азиатском, Индийском и Монголо-Тибетском отделениях, занимался на военном, юридическо-экономическом отделениях, слушал курс китайского и персидского языков. Получил учёную степень магистра индийской филологии.
С 1924 по 1925 год вёл исследовательскую работу в Индии, Сиккиме и Кашмире, занимался тибетским языком и санскритом.
В 1925—1928 годах участвовал в Центральноазиатской экспедиции Н. Рериха (Ладак, Синьцзян, Монголия, Китай и Тибет). Несмотря на молодые годы, Юрий Николаевич Рерих отвечал за безопасность экспедиции, а его прекрасное знание тибетского, монгольского и хинди (считается, что в общей сложности Ю. Н. Рерих владел более чем 30 европейскими и азиатскими языками и диалектами) позволило ему без труда общаться с местным населением. В результате экспедиции появились труды: «Тибетская живопись» (1925 г.), «Владения архатов» (1929 г.), «Современная тибетская фонетика» (1928 г.), «Звериный стиль у древних кочевников» (1930 г.), «Каталог тибетской коллекции» (1930 г.), «Путешествие в сокровенную Азию» (1931 г.), «По тропам Срединной Азии» (1933 г.).
С 1930 по 1942 года состоял директором Института Гималайских исследований «Урусвати», основанного его отцом, в Наггаре (Индия) и одновременно — редактором журнала «Урусвати».
В 1931—1932 годах проводил научные исследования в Западном Тибете, а в 1934—1935 годах, вместе с экспедицией Н. К. Рериха, занимался исследованиями в Японии, Маньчжурии, Внутренней Монголии и Китае.
В 1941 году, во время начала войны, телеграфировал советскому послу в Лондоне с просьбой зачислить его добровольцем в ряды Красной Армии.
С 1949 года руководил Индо-тибетским семинарием и заведовал курсами китайского и тибетского языков в Калимпонге (Восточные Гималаи). Состоял членом Королевского Азиатского общества в Лондоне и Азиатского общества в Бенгале.
В 1957 году вернулся в СССР. Как отмечает С. Д. Серебряный, вернувшись в Россию "в эпоху «оттепели» и «реабилитанса», Ю.Н. Рерих частично восстановил распавшуюся «связь времён» и в немалой степени повлиял на возрождение нашей индологии". Серебряный также отмечал: "Можно себе представить, какое значение имел приезд Ю.Н. Рериха в Москву в 1957 г., в разгар хрущёвской «оттепели». Для людей, выросших в СССР, в обстановке идеологического «зажима» и информационной изоляции, не имевших возможности побывать не то что в Индии, а вообще за границей, Ю.Н. Рерих, объездивший за свою жизнь полсвета, учившийся в Западной Европе и в Америке, долго живший в Индии, должен был казаться (и действительно был) пришельцем из иного мира, кладезем иначе недоступных и жадно впитываемых знаний".

### Деятельность в Институте востоковедения АН СССР
19 сентября 1957 года был зачислен в штат Института востоковедения Академии наук СССР старшим научным сотрудником сектора истории и философии в отделе Индии и Пакистана. 17 марта 1958 года учёный совет Института востоковедения присудил ему степень доктора филологических наук без защиты диссертации, по совокупности опубликованных работ (24 голоса «за», один «против»). Решение было утверждено ВАК 11 октября 1958 года.
В течение 1958 года он был включён в состав учёного совета Института и его филологической секции, а также учёного совета Института китаеведения АН СССР. 5 ноября 1958 года назначен заведующим сектором философии и истории религии. 17 апреля 1959 года был введён в состав академического Научного совета[уточнить].
Благодаря усилиям Ю. Н. Рериха в СССР возобновились выпуски серии «Bibliotheca Buddhica», прерванные в годы репрессий в 1938 году. В частности, в 1960 году он был редактором русского перевода Дхаммапады (Афоризмов Будды) — важнейшего текста южного буддизма (с языка пали её перевёл В. Н. Топоров). С 1960 года в возобновлённой серии наряду с Дхаммападой были напечатаны Милиндапаньха — «Вопросы царя Менандра» (1989) и ряд других важнейших текстов как тхеравады, так и махаяны.
В 1983—1993 годах вышел в свет «Тибетско-русско-английский словарь» Ю. Н. Рериха с санскритскими параллелями (вып. 1—11), высоко оценённый специалистами.

Могила Ю. Н. Рериха на Новодевичьем кладбище Москвы

Умер Ю. Н. Рерих от сердечного приступа 21 мая 1960 года в Москве. Похоронен на Новодевичьем кладбище.

### Основные труды Ю. Н. Рериха
- Рерих Ю. Н. Тибетский язык. — М.: Эдиториал УРСС, 2001. — 136 с.
- Тибетско-русско-английский словарь с санскритскими параллелями. — Вып.1 — 11 / Ред. Ю. Парфинович и В. Дылыкова. — М.: Наука, 1983—1993. — (АН СССР. Ин-т востоковедения).
- Избранные труды / АН СССР. Ин-т народов Азии. — М.: Наука, 1967. (Текст на англ. яз.)
- Рерих Ю. Н. Тибетская живопись / Пер с англ. А. Л. Барковой. — М.: МЦР; Мастер-Банк. — 2001.
- Рерих Ю. Н. История Средней Азии: В 3 т. — Т.1. — М.: МЦР; Благотворительный фонд им. Е. И. Рерих; Мастер-Банк, 2004.
- Рерих Ю. Н. История Средней Азии: В 3 т. — Т.2. / ред. И. И. Нейч. — М.: МЦР, 2007.
- Рерих Ю. Н. К изучению Калачакры; Паралокасиддхи. 1967
- Рерих Ю. Н. По тропам Срединной Азии / — Самара: Издательство «Агни», 1994.
- Рерих Ю. Н. Удивительное жизнеописание Чаг лоцзавы, составленное Джуба Чойдаром (перевод с тибетского)
- Рерих Ю. Н. Аланские дружины в эпоху монголов. Из журнала «Осетия», Париж, 1933 год, апрель — май — июнь.
- Рерих Ю. Н. Буддизм и культурное единство Азии — М.: МЦР; Мастер-Банк, 2002. (Сборник статей, выпущенный к столетию со дня рождения ученого)
- Рерих Ю. Н. Письма: В 2 т. — Т.1: 1919—1935 / Сост. Н. Г. Михайлова, предисл., прим. и указ. Т. О. Книжник, Н. Г. Михайлова, пер. с англ. Л. Г. Лоркина, И. В. Орловская и др. — М.: МЦР; Мастер-Банк, 2002.
- Рерих Ю. Н. Письма: В 2 т. — Т.2: 1936—1960 / Сост. Н. Г. Михайлова, предисл., прим. и указ. Т. О. Книжник, Н. Г. Михайлова, пер. с англ. Л. Г. Лоркина, И. В. Орловская и др. — М.: МЦР; Мастер-Банк, 2002.
- Рерих Ю. Н. Тибет и Центральная Азия: Статьи. Лекции. Переводы. — Самара, 1999.
- Рерих Ю. Н. Звериный стиль у кочевников Северного Тибета. — М.: МЦР, 1992. — (Малая Рериховская библиотека). Скан-копия первого издания
- Каталог тибетской коллекции. 1930.
- Путешествие в сокровенную Азию. 1931.
- Рерих Ю. Н. Владения архатов. 1929.
- Рерих Ю. Н. Современная тибетская фонетика
- Roerich G. N. Trails to Inmost Asia. Five Years of Exploration with the Roerichs' Central Asian Expedition. New Haven — London, 1931.
- Roerich G. N. The Blue Annal. Calcutta, 1949,1953. Part I—II.
- Roerich G. N. Le parler de l’Amdo. Etude d’un dialecte archaique du Tibet. Rome, 1958.

### Публикации о Ю. Н. Рерихе
- 100 лет со дня рождения Ю. Н. Рериха: Материалы Международной научно-общественной конференции. 2002. — М.: МЦР; Мастер-Банк, 2003.
- Беликов П. Ф.. Светлой памяти Юрия Николаевича Рериха // Непрерывное восхождение: К 90-летию со дня рождения Павла Федоровича Беликова. — М.: МЦР, 2001. — Т. 1. — С. 482—497.
- Бира Ш. Воспоминания об Учителе Ю. Н. Рерихе // 100 лет со дня рождения Ю. Н. Рериха: материалы междунар. науч.-обществ. конф. 2002 / МЦР. М., 2003. С. 43-50.
- Бонгард-Левин Г. М. Будда молчит… // Наука и религия. 1989. № 7. С. 38−42.
- Бонгард-Левин Г. М. Он прошел через всю мою жизнь… // 100 лет со дня рождения Ю. Н. Рериха: материалы Междунар. науч.-обществен. конф. 2002 / МЦР. М., 2003. С. 51-54.
- Воспоминания о Ю. Н. Рерихе. — М.: МЦР; Мастер-Банк, 2002.
- Воспоминания о Ю. Н. Рерихе: Сборник. По материалам конференции в Новосибирске, посвященной 90-летию со дня рождения Юрия Николаевича Рериха. — Новосибирск: Сибирское Рериховское Общество, 1994. — 152 с.
- Гумилёв Л. Н. Ю. Н. Рерих как историк Центральной Азии // Творческое наследие семьи Рерих в диалоге культур: филос. аспекты осмысления: сб. науч. тр. / Белорус. гос. ун-т. Минск, 2005. С. 668—674.
- Елизаренкова Т. Я. Человек и учёный // Ю. Н. Рерих: материалы юбил. конф.: сб. ст. / МЦР. М., 1994. С. 14-19.
- Елизаренкова Т. Я. «Жаль, что это продолжалось только три года!» // Воспоминания о Ю. Н. Рерихе: сборник. — Новосибирск, 2002.
- Зелинский А. Н. Памяти Ю. Н. Рериха // Известия Всесоюзного географического общества. — 1963. — Т. 95. — 3. — С. 213—221.
- Зелинский А. Н. Рыцарь Культуры: [к 90-летию со дня рождения Ю. Н. Рериха] // Рерих Ю. Н. Звериный стиль у кочевников Северного Тибета. М.: МЦР, 1992. С. 3−20. − (Малая Рериховская библиотека).
- Ларичев В. Е. Слово о Юрии Николаевиче Рерихе // Рерих Ю. Н. По тропам Срединной Азии. Хабаровск, 1982. С.11−28.
- Ларичев В. Е. Юрий Николаевич Рерих — исследователь истории, культур и языка народов востока Азии: (к 100-летию со дня рождения) // История и культура востока Азии: материалы междунар. науч. конф. (г. Новосибирск, 9-11 дек. 2002 г.). — Новосибирск, 2002. Т.1. С. 40−46: ил.
- Ларичев В. Е. Ю. Н. Рерих — путешественник, исследователь-востоковед, гражданин // Рериховские чтения: [сб. препринтов]. Новосибирск, 1983.
- Пятигорский А. М. Речь на торжественном заседании, посвящённом 100-летию со дня рождения Ю. Н. Рериха
- Ревякин Д. Ю. Гибнущее наследие: Московская квартира Ю. Н. Рериха: Каталог. Фотохроника. Архивные документы. — М.: Международный Центр Рерихов, Мастер-Банк, 2010. — 500 с., ил.
- Рерих Ю. Н.: материалы юбилейной конференции. — М.: МЦР, 1994. — (Малая Рериховская библиотека).
- Росов В. А. Юрий Рерих: Возвращение в «Новую Страну» // Россия и современный мир. — 2009. — № 3 (64) — С. 229—247.
- Рудзитис Р. Встречи с Юрием Рерихом / Пер. с латыш. Л. Р. Цесюлевича. — Минск: Лотаць, 2002.
- Семека Е. С. и др. Юрий Николаевич Рерих / Семека Е. С., Шастина Н. П., Богословский В. А., Пятигорский А. М. // Рерих Ю. Н. Избранные труды. М., 1967. С. 5−16.
- Скумин В. А., Ауновская О. К. Светоносцы. — Новочебоксарск: Терос, 1995. — 114 с. — ISBN 5-88167-004-3..
- Тамазившвили А. О. Неизвестный, нежелательный, необходимый (к переписке Института востоковедения АН СССР о репатриации Ю. Н. Рериха) // Вестник Евразии. 1999.
- Юрий Николаевич Рерих: биобиблиографический указатель / Сост. Н. К. Воробьева, М. С. Бухаркова, В. И. Шишкова. — М.: МЦР; Мастер-Банк, 2002.
- Ю. Н. Рерих // Советское востоковедение: Сборник статей. — М., 1958. — Вып. 3. — С. 220.
- Юрий Рерих: живое наследие. Материалы к биографии. Вып. I: Сборник статей и интервью. — М.: ГМВ, 2012.
- Юрий Рерих: Статьи. Воспоминания. — Одесса: Астропринт, 2012. — 292 с.

### Справочные издания
- Рерих Юрий Николаевич // Милибанд С. Д. Биобиблиографический словарь советских востоковедов. — М.: Восточная литература, 1975. — С. 471—472.
- Мамонова М. А. Рерих Юрий Николаевич // Алексеев П. В. Философы России XIX—XX столетий: Биографии, идеи, труды. — М.: Академический проект, 1999. — С. 667—668.
- Рерих, Юрий Николаевич : [арх. 15 июня 2022] / Хлебников Г. В. // Пустырник — Румчерод. — М. : Большая российская энциклопедия, 2015. — (Большая российская энциклопедия : [в 35 т.] / гл. ред. Ю. С. Осипов ; 2004—2017, т. 28). — ISBN 978-5-85270-365-1.

## Память о Юрии Николаевиче Рерихе

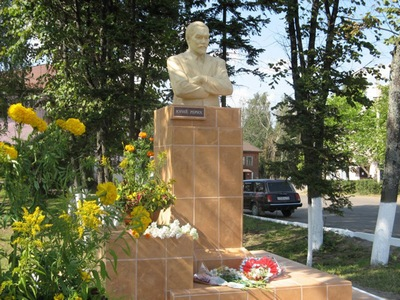
Памятник Юрию Николаевичу Рериху в Окуловке

- 12 августа 1960 года в Институте народов Азии Академии наук СССР (ныне — Институт Востоковедения) был официально открыт Мемориальный кабинет Ю. Н. Рериха, в основу которого легла научная библиотека Ю. Н. Рериха, а также коллекция тханок и старинных восточных рукописей.
- 16 октября 1962 на стене дома, где жил последние три года Ю. Н. Рерих (Ленинский проспект, 62) была установлена мемориальная доска.
- 1968 году состоялось открытие памятника Ю. Н. Рериху на Новодевичьем кладбище, выполненного по проекту его брата — С. Н. Рериха.
- В 1992 году в Государственном историческом заповеднике «Горки Ленинские» проходила общественно-научная конференция, посвященная 90-летию со дня рождения Ю. Н. Рериха[9]
- 18 августа 1981 года в честь 80-летия выдающегося востоковеда состоялось восхождение на безымянную вершину альпинистами из Новосибирского академгородка[10].
- С 7 по 10 октября 2002 года в Международном Центре Рерихов состоялась Международная научно-общественная конференция, посвященная 100-летию со дня рождения Ю. Н. Рериха[11]
- В 2004 году на территории музея Международного Центра Рериха установлен бюст Ю. Н. Рериха.
- 16 августа 2007 года в день 105-летия Ю. Н. Рериха в Окуловке состоялось открытие памятника, посвящённого Ю. Н. Рериху[12]. Раздел экспозиции Окуловского краеведческого музея посвящён пребыванию на Окуловской земле семьи Рерихов.
- В честь семьи Рерихов, в том числе Юрия, назван астероид «Рерих».
- Фильм «Звезда Героя»